# Gurkmündung
Gurkmündung este o arie protejată (sit de importanță comunitară — SCI) din Austria întinsă pe o suprafață de 24,4 ha, integral pe uscat.

## Localizare
Centrul sitului Gurkmündung este situat la coordonatele 46°36′15″N 14°30′04″E / 46.6043°N 14.5012°E.

## Înființare
Situl Gurkmündung a fost declarat sit de importanță comunitară în decembrie 2015 pentru a proteja 7 specii de animale.

## Biodiversitate
Situată în ecoregiunea alpină, aria protejată conține 1 habitat natural: Păduri aluvionare cu Alnus glutinosa și Fraxinus excelsior (Alno-Padion, Alnion incanae, Salicion albae).
La baza desemnării sitului se află mai multe specii protejate:
- nevertebrate (1): Ophiogomphus cecilia
- pești (6): avat (Aspius aspius), zglăvoacă (Cottus gobio), Eudontomyzon mariae, boarță (Rhodeus amarus), porcușor de nisip (Romanogobio kesslerii), porcușor de șes (Romanogobio vladykovi)

Pe lângă speciile protejate, pe teritoriul sitului au mai fost identificate 15 specii de pești.